# Chaire savilienne d'astronomie
La chaire Savilienne d'astronomie de l'université d'Oxford est fondée et dotée en 1619 par Sir Henry Savile. 

## Fondation

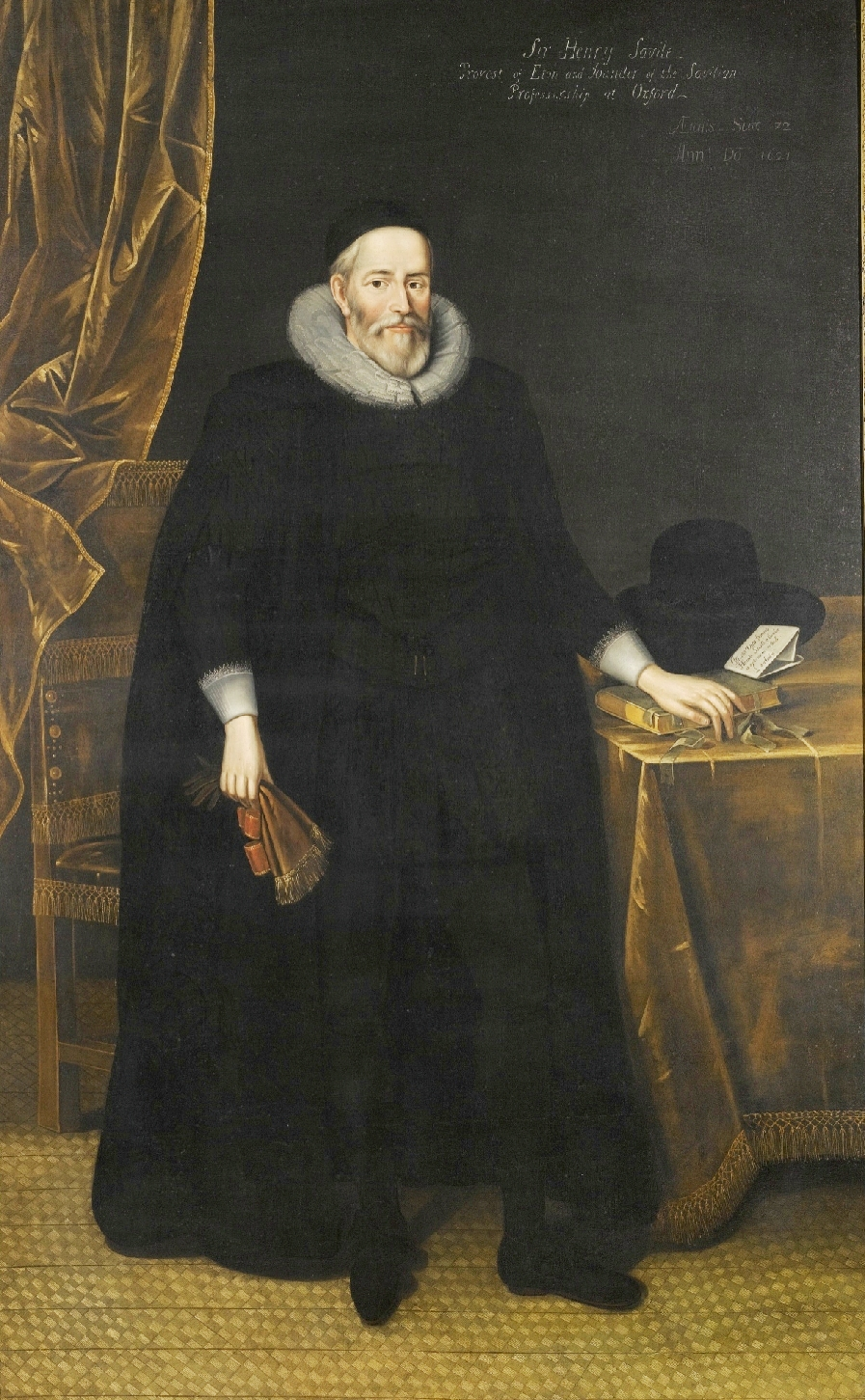
Henry Savile, fondateur de la chaire.

Sir Henry Savile, occupant les fonctions de Warden (en) du Merton College d'Oxford et prévôt (en) du Collège d'Eton, était profondément attristé par ce que la mathématicienne Ida Busbridge a décrit comme l'« état misérable des études mathématiques en Angleterre »
Il fonde alors deux chaires qui portent son nom, l'une en géométrie, l'autre en astronomie, à l'Université d'Oxford en 1619. Le document en latin par lequel il les établit commence ainsi : « I, Henry Savile, Knight, seeing that Mathematical studies are uncultivated by our countryman, and being desirous of supplying a remedy in a quarter almost given up in despair, and to redeem so far as in me lies, almost from destruction, sciences of the noblest kind, do, of the King's authority, and with the consent of the University of Oxford, found and establish for all future times in the said University, two lectureships or public professorships in the Mathematical sciences, one in Geometry and the other in Astronomy ».

## Liste des titulaires
- 1619 John Bainbridge
- 1643 John Greaves
- 1649 Seth Ward
- 1661 Christopher Wren
- 1673 Edward Bernard
- 1691 David Gregory
- 1708 John Caswell
- 1712 John Keill
- 1721 James Bradley
- 1763 Thomas Hornsby
- 1810 Abraham Robertson
- 1827 Stephen Peter Rigaud
- 1839 George Henry Sacheverell Johnson
- 1842 William Fishburn Donkin
- 1870 Charles Pritchard
- 1893 Herbert Hall Turner
- 1932 Harry Hemley Plaskett
- 1960 Donald Eustace Blackwell
- 1988 George Petros Efstathiou
- 1999 Joseph Ivor Silk
- 2012 Steven Balbus